# ホイッスル!
『ホイッスル!』は、樋口大輔による日本のサッカー漫画、およびそれを原作とした一連のメディアミックス作品の総称。
週刊少年ジャンプ（集英社）において、1998年から2002年まで連載された。全216話。話数カウントは「STAGE.○」。

## あらすじ
主人公・風祭将はサッカーが大好きな中学生。夢はJリーガーとなり、世界でプレーすること。サッカーの名門である武蔵森学園中等部に通っていたが、背が低いという理由で3軍に回され、練習に参加することも許されなかった。サッカーをしたい一心で桜上水中学校に転校するも、武蔵森のレギュラーが来たと誤解されて恥をかき、一度は姿を消す。しかし、桜上水の水野やシゲ、不破といった仲間たちと切磋琢磨する中で、サッカー選手としても人間としても成長していく。

## 登場人物
声の表記は、オリジナル版アニメ / ボイスリメイク版アニメの声優の順。

### 桜上水中学校
東京都にある極めて平凡な公立校。サッカー部は弱小チームであったが、風祭の入部をきっかけに変化が表れ始める。

#### 男子選手
風祭 将（かざまつり しょう）
声 - 小向美奈子 / 堀江瞬
2年 背番号9 フォワード 1984年5月10日生まれ 身長146cm 体重40kg A型
物語の主人公。転校前は名門・武蔵森学園中等部のサッカー部の3軍でひたすら雑用をしながら挫けず1軍昇格を目標にしていたが、サッカーをしたい一心で2年の春に武蔵野森から桜上水中学校へ転校。だがサッカー部へ入部直後に顧問の香取の早とちりで実力者だと勘違いされ、直後に参加したミニゲームで何もできずに入部初日で居場所を失ってしまう。一度は挫けそうになりながらも再びチームに戻るために自主練習を重ね、その姿を見てサッカー部を改革すべく動き始めた水野に勧誘されて補欠組メンバーと合流し現レギュラー組に勝負を挑み、水野の指揮の下で猛練習を重ねて対決に勝利し正式にチーム加入。直後に開幕を控える春の地区大会にレギュラー入りを果たすが、抽選の結果1回戦で古巣武蔵森との対戦に。試合は自身の2ゴールなどの奮闘で一時は同点に追いつくが惜しくも敗戦。その後は大会後に新たに就任した元プロ選手の松下コーチの元で急増した部員らと共に始動した新体制のレギュラー争いにも勝ち抜き、小柄な体格や未熟な技術面など様々な壁を乗り越えるべく努力を重ねて実力を伸ばしていく。そんな風祭と共に成長を続けるサッカー部は夏の地区予選で優勝して都大会出場を決めるなど活躍を重ね（都大会は3回戦敗退）、自身も東京都選抜の選考合宿に召集されるまでになる。合宿中に周囲からの助言やヒントも得て身体の小ささを生かした戦い方を少しずつ身につけはじめ、合宿最終日の紅白戦で同じフォワードのライバル鳴海を相手に股抜きでゴールを決めて結果を残す。紅白戦終了後の最終メンバー発表には落選するものの、小岩と共に正規メンバーから負傷者が出た場合のバックアップメンバーに選ばれた。
選抜入りした初期は練習と雑用のみで試合への出場が全くない日々が続いたが、水野と途中交代で出場した洛葉との練習試合をきっかけに急成長、選抜メンバーからも徐々に信頼を勝ち取っていく。同時期に調子を落としていた天城に発破をかけるため挑んだ勝負で復活を見届けた後、ドイツ移住のため選抜を途中離脱した天城の背番号を引き継ぎ韓国遠征前に選抜の正規メンバー入りを果たす（背番号19）。メンバー入りした後は膠着状態に陥った時のスーパーサブとして、ゴールや献身的なディフェンスを含め様々な局面で結果を出していくつもの窮地を救ってきた。そしてトレセンの終盤ではスタメン出場を果たすまでになる。
元来の風祭はフィジカルもサッカーセンスにも秀でていたわけでもない平凡な選手だったが、桜上水転入後の地道な努力や選抜入りなど結果を出しても決して自分に満足せずに練習も試合も含めどんな時でも本気で取り組むことで現在に至るまで結果を出し続けている。過酷な状況や逆境にも諦めずに一途に前を向いて突き進むひたむきでがむしゃらなプレーは、ここ一番でチームの局面を切り開いていくことも多い。
性格は愚直なまでに真っ直ぐ且つ頑固で、マリーシアや不正など曲がったことを見過ごすのを何よりも嫌っている（テストのカンニング行為や、シゲがダイブで得たPKをわざと外すなど）。その性格から多少煩わしいところも指摘される場面もあるものの、本人の知らぬ間に周囲の意識を変えていくほどの純粋さと向上心を持ち合わせていることもあり、風祭の情熱にあてられた選手は同世代を筆頭に数多い。私生活でも歳相応に悩むことも多いが、最終的にはいつも自分で進むべき道を切り開いていく。その前向きな性格からかチーム内外からの信頼も厚く、概ね好意的に受け入れられる事が多い。そんな風祭への名前の呼び方も様々で、シゲからは「ポチ」、椎名からは「将」と呼ばれている(その他「カザ」「チビ助」など）。
本編最終盤では小柄な体格を活かして選抜選考時から様々なアドバイスや練習を経て完成した「消えるフェイント」や、シゲを意識した3人抜きをやってしまうなど、凄まじい早さで成長を続ける風祭の姿は水野やシゲ達を戦慄させていた。
トレセンの決勝の関西選抜戦の試合終盤でシゲとの接触プレーで左ヒザに重症を負い、最初の手術後にもうサッカーはできないと医者に宣告されリハビリ中に病院で途方に暮れていたところを、以前フットサル場で出会ったプロ選手・周防から激励された際にドイツにいる優秀なドクターの手術を受ける事を提案され悩むが、兄の功や西園寺もドクターを探して同じ人に辿り着くなど周囲から後押しもあり再手術を決意。現地でのサポート役を買って出た功と共に渡独後、大手術を受けて無事成功。その後ドイツに残り約3年に及ぶリハビリを経て、U-19日本代表として奇跡の現役復帰を果たした。ちなみにドイツでのリハビリの最中、後に生涯の伴侶となる天城の妹・イリオンと出会っている。
サッカーをしていない普段の私生活では授業中に寝るなどだらしないところもあるが、基本的に天然で鈍感（シゲ談）で、割と真面目な顔で的外れな発言をしたり（韓国に行くのにパスポートが必要なのかと聞いたり、北海道に行くのにもパスポートが必要だと言われ信じそうになったりなど）、女子からの好意にも鈍感で全く気付くことがなかったりする。サッカー部マネージャーの桜井から向けられた好意にも気づくことはなかった。
亡父・潮見謙介（声：木内秀信 / 同左）も社会人サッカー選手であったが、幼少時に両親が事故死したため、母（声：中尾友紀 / 甲斐田ゆき）方の伯父である風祭家へ引き取られ、風祭家の次男として育てられてきた。
赤マルジャンプのU-19の完結編エピソードではドイツから帰国した後の進路は決まっていなかったが、文庫版の描き下ろしでは、2006年にはジュビロ磐田所属でレギュラー入りを目指して奮闘中。一方で私生活では自身に対するイリオンの恋心に全く気づいていなかったりと、天然で鈍感なのは変わっていないようである。不憫なイリオンを見かねた水野とシゲの後押しの結果、実質両想いだったことが発覚し、イリオンと恋仲になった。彼女の薬（マシュマロ）のおかげで背もすっかり伸びている。
中学2年の4月時の身長は146cmだが7月には149cmになっている。
2014年に刊行された次世代編『サムライファイト!』ではイリオンと結婚し、ドイツに在住。1男1女の父親になっている。
2016年からマンガワンおよび裏サンデーにて連載されていた続編『ホイッスル!W』では、イングランド・プレミアリーグのラスターで活躍し、ベテランの年齢になった今も義兄の天城と共に日本代表に定着している。本編終盤でWの主役の一人でもある黒瀬拓海の亡き兄・天希の友人で、小学生時代の拓海や天城の息子・煌牙のコーチを務めていた佐神十喜也の日本代表デビュー戦をチームメイトとして同じピッチの上で迎えた。
水野 竜也（みずの たつや）
声 - 前田剛 / 立花慎之介
2年 背番号10 ミッドフィールダー 1984年11月30日生まれ 身長167cm 体重56kg AB型
桜上水中の司令塔でキャプテン。武蔵森の入部試験に合格しながらも、武蔵森中サッカー部監督の父を嫌っていたために敢えて合格を蹴って無名の桜上水中に通う（後に父とは和解）。父と離婚した際に母（声：香坂千晶 / 同左）に引き取られ、母と祖母と叔母2人と飼い犬ホームズと暮らしている。美形で女子からの人気が高い。シゲからは「タツボン」と呼ばれている。
ミッドフィールダーとしての能力の高さは折り紙付きで、風祭の転入前には地域トレセンに選ばれていた経歴もある。周囲からは未来のファンタジスタとも評されるほどのサッカーセンスを持ちあわせていて、中盤ならサイドもこなせるが基本的にはトップ下を任されることが多く、感覚と閃きによるプレーで数々のゴールを演出してきた。人付き合いがやや不器用で怒らせてしまうことも多いが面倒見もよく、桜上水サッカー部でも個性の強いシゲや成長著しい風祭をはじめ、選手同士の能力の差が大きく個性豊かなメンバーを不器用ながらもまとめあげるリーダーシップも兼ね備えている。
風祭の転入時にサッカー部の意識改革のために動き出し、風祭や補欠メンバーに共闘をもちかけると、キャプテンの本間や他の先輩達を中心とした旧レギュラー組を挑発してキャプテンの座をかけて5対5のミニゲーム勝負を仕掛け、対決を制したものの勝利と引き換えに本間達をはじめとしたレギュラーを含め多くの部員が退部してしまう。しかし風祭をはじめとした残ったメンバーやサッカー部に復帰したシゲと共に人数ギリギリながらも奮起し、春の地区予選に向けて猛練習を積み重ねる。春の地区大会は結果的に初戦で武蔵森に敗れたものの、大会後に就任した松下コーチの下でスタートした新体制でもキャプテンと司令塔としてチームをまとめ上げていく。大会前の直前合宿や夏の大会を経てチームメイトが順調に成長し、確かな手ごたえを感じ始めていた水野が桜上水でのサッカーを好きだと思うようになってきた矢先、父が強引に事を進めようとしていた武蔵森への転入騒動をきっかけに、今まで以上に父への対抗心や葛藤に悩むようになっていく。個人プレーに走ったり傲慢な態度をとったりとメンタルが不安定になっていたが、最終的には風祭やシゲのとの衝突を経て、雨の降る中で行われた地区予選準決勝で延長とPK戦にまでもつれた洛葉とのタフな試合をチーム一丸となって勝ち抜き、チームメイトの後押しも受けて立ち直る。夏の地区大会終了後に東京都選抜の選考合宿に選ばれ、合宿中にかつて父の言っていた「環境が優秀な選手を育てる」との言葉に一定の理解を示し、厳しい選抜選考の中でも自分を自由にしてくれる優秀な選手達と日々切磋琢磨しながらサッカーを楽しむ姿が見られた。選抜選考合宿の最終日の紅白戦でいち早く最終メンバー入りを確定させ、桜上水に引き続き背番号10を与えられたが、桜上水に戻ってからはサッカー部と選抜チームの両方で周囲との連係がなかなか上手くいかずに悩むことになる。監督の西園寺やマルココーチからはセンスを認められながらも「今のプレーは独りよがりで傲慢。ファンタジスタになれる素質を持っているが、チームの核となるためには自分だけでなく他人を生かすプレーを考えてもらわないと」と指摘されていた。周囲との信頼をあまり築けないまま迎えたソウル市選抜戦でも序盤はチームメイトと噛み合わずにやや浮足立ったプレーをしていたが、同じ司令塔のライバルでもある郭の身体を張ったディフェンスと厳しい言葉に奮起、チームメイトからも「もっと挑戦しろ（遊べ）よ」と言葉をかけられてからは覚醒してあっという間にチームに順応していく。試合は引き分けで終わるものの確かな成長を感じていた矢先、翌月のトレセン初日にチームメイトではなく対戦相手として現れた関西選抜のシゲと再会。思わぬ再会に戸惑う中で枷を外して自由に走り始めた本気のシゲの実力を目の当たりし、そんなシゲを見ても対戦を心待ちにしていつも通りに自分で道を切り開いていこうとする風祭の姿を尻目に自分だけが取り残されていると気付いてしまい、これまで他人に自分の存在意義を見出していた水野は再び悩み始めてしまう。悶々としたまま関西選抜とのトレセン決勝当日まで悩み続けるが、最終的には試合中にも成長を続ける風祭と、シゲの本気のプレーに触発されてぶつかったことで完全復活、水野のメッセージを込めたラストパスでゴールを決めた風祭と抱擁を交わした。
後に武蔵森学園高等部に進学し、在学中に横浜F・マリノスに入団。U-19日本代表にも選出される。
文庫版の描き下ろしでは、母とよりを戻した父の子で18歳下の弟・虎治が誕生している。高校在学中に家を出てマリノス入団を決めた理由をシゲに暴かれてからかわれる一面もあった。
2014年に刊行された次世代編『サムライファイト!』では成長した虎治の兄として登場。独身だが、女子アナと交際している模様。
2016年からマンガワンおよび裏サンデーにて連載されていた続編『ホイッスル!W』では、現役を引退して少年サッカーのクラブチームの指導者として活動中だったが、管理を任せていた男に運営費を持ち逃げされてしまいクラブは解散、仲の良かった虎治ともサッカー観の違いから仲違いしてしまっている。描き下ろしコーナーでは通話アプリで父親から虎治へ送信予定だった会話やスタンプの誤発信を見て思わず笑ってしまったり（結果的にこれがきっかけで父との距離が近づいた）、何となく始めたオンラインゲームの相談相手で師匠と呼ぶべき相手ができたものの、その正体が実は弟の虎治だったり（虎治は相手が竜也であるのを知っていた）、コーチをしていたクラブの解散後にたまたま現役選手時代に出演していたCMをTVで見かけ、無職である事に後ろ向きな哀愁を漂わせている姿など度々ネタにされている。本編終盤で風祭と天城が出場していた日本vsオーストラリア戦でフィールドリポーターを務めたりするなど徐々にサッカーに対して前向きになってきたところを風祭とシゲに後押しされて一念発起し、33歳での現役復帰を果たす。
佐藤 成樹（さとう しげき）
声 - 木内秀信 / 金本涼輔
2年 背番号11 フォワード（最初の武蔵森戦ではゴールキーパー） 1983年7月8日生まれ 身長171cm 体重58kg B型
通称「シゲ」。母親（声：薛宏美 / 中尾友美）と生活していたが、愛人の息子であることから息苦しい生活を強いられていた。そんな中、テレビ番組に影響されてヒッチハイクで1年近く放浪生活をする事を決意。そのため、風祭とは同学年でクラスメイトであるが年齢が1つ上。桜上水中近くの寺で居候をしている。私生活では水野と同様にかなりモテるタイプで、バレンタインには袋2ついっぱいのチョコレートを貰っていた。
運動能力とサッカーセンスの高さに加え、ここ一番で見せる勝負強さと身体能力の高さを生かしたシュートや派手なプレーなど、ポジションがどこでも何でも器用にこなす。普段はフォワードのポジションではあるが、春の地区予選後に不破がサッカー部に入部するまでは臨時でゴールキーパーを務めた。その身体能力と器用さを買われて、スポーツ系の部活だけじゃなく手芸部で見せた上手な刺繍など様々な助っ人稼業をしており、以前に助っ人したことのあるサッカー部を気にかけていた折に風祭と出会い、風祭がどのような人物かを見極めた上で正式にサッカー部に入部するものの、初めは楽しければそれでよいという考えを持ち、かなりの実力はあるもののサッカーに対して本気になれずにいたが、夏の大会終了後の東京都選抜候補メンバー入りを逃してからは本気でサッカーをしたいと願うようになる。
実は東京都選抜の選考合宿メンバーには風祭や水野や不破と共にシゲも選出されていたが、表向きは負傷（飛葉中戦で負傷した右肩の影響）という形で松下コーチが東京都選抜に辞退を申し入れたため、選抜入りメンバーからは漏れる形となった（本当の理由は本気でやれる時間が短いサッカーとちゃんと向き合ってほしいという松下コーチの判断だった）。その後、松下コーチや飛葉中の井上からの激を受けて真剣にサッカーと向き合う決意を決めたシゲは京都の実家でもある藤村屋へ帰り、関西選抜チームのスポンサーとしてサッカー界に顔の利く父にプライドを捨てて頭を下げ、関西選抜のメンバー選考会への推薦を懇願する。幾つかのやりとりを経て最終的に一つでも試合に負けたらその場でサッカーを辞めて藤村屋に入るという厳しい条件を課せられたものの、どうにか関西選抜候補のメンバーに推薦してもらうことに成功し、その後正規の選考を経て晴れて関西選抜に加入した。ちなみに選考試合で共にツートップを組んだどこか風祭に似たような雰囲気のある吉田光徳とは後に選抜でもツートップを組むこととなる。その後シゲは風祭の全身全霊でサッカーと向き合いながらいつでも自ら道を切り開いていくその姿に大いに影響されて自分の気持ちをごまかすのをやめ、自らの枷を外して自由に走り始めていく。
なお関西選抜入りした後は関西の学校に転校はせず、週末に関西選抜の練習に参加するために東京と関西を往復する生活を選び、サッカー部のメンバーおよび東京選抜に選ばれている3人には関西選抜入りを告げないままでいた。そしてトレセン初日、シゲは関西選抜のエースストライカー「金髪のフリーマン」藤村成樹として、本来の母親の佐藤姓から苗字を戻し、風祭や水野と戦うべく東京都選抜の前に立ちはだかる。関西選抜入りしてからは正規の練習とは別に地道なトレーニングを続けた結果、元来の才能だけに頼ったプレースタイルからは完全に脱却し、フィジカルにサッカーセンスやテクニックなど選手として必要な要素の全てが桜上水サッカー部で練習していた頃よりもずば抜けて成長している。関西選抜の山本監督曰く「この世代じゃナンバーワンの実力の持ち主。カリスマになれる奴だ」と評価をしている。
アニメでは肩の負傷が癒えた時点で秘密裏に東京都選抜入りを果たしている（背番号23）。アニメ最終話のソウル市選抜戦の試合終了間際に1点リードされた敗色濃厚の状況で切り札としてスタジアムに登場し、何も知らされてなかったメンバーが動揺する中、前日からの腹痛で調子を崩していた鳴海と交代で途中出場した。出場直後に桜上水でツートップを組む風祭とトップ下の水野による原作での東京都選抜では描かれることのなかった桜上水3名によるトリオプレーで試合終了間際の同点ゴールのきっかけを作った。
後に山白高校に進学し、京都サンガF.C.に入団。U-19日本代表にも選出。
番外編でのエピソードには、前キャプテンの本間に新人戦の出場メンバーの助っ人出場を乞われて桜上水サッカー部へ参加、年齢はシゲの方が1つ上ではあるが当時互いに１年生同士だった水野とコンビを組んでいた時期もあった。
文庫版の描き下ろしでは選手生活と並行して藤村屋のグッズなどを使っての店の宣伝やネット通販で海外に支店を出すアイデアなどで結果を出して認められたことで、父と和解している。
2014年に刊行された次世代編『サムライファイト!』にも登場。水野と同じく独身。
2016年からマンガワンおよび裏サンデーにて連載されていた続編『ホイッスル!W』の連載終盤で日本vsオーストラリアの国際Aマッチに観客席から娘と共に試合を観戦。水野のレポーター姿をつまみにコーラを飲む姿が描かれた。後に風祭と共に水野の現役復帰を後押しする。
不破 大地（ふわ だいち）
声 - 喜安浩平 / 江口拓也
2年 背番号1 ゴールキーパー 1984年12月31日生まれ 身長174cm 体重60kg AB型
桜上水中始まって以来の天才児にして問題児。何でも軽々とこなし、何事においても天才的な才能を発揮するが、多くの相手（その中には教師も含まれる）のプライドをズタボロにしてしまう、通称「クラッシャー」。その性格から学校一絡み辛い人間とされていたが、そんな自分に無邪気に話しかけてくる風祭の笑顔が気になりサッカー部に入部。入部後は元々備わっていた鋭い読みと反射神経を駆使してキーパー個人としての守備に関しては高い能力を発揮していたが、試合を勝ち進み相手が強くなるにつれて個人の能力だけでは打開できずに組織守備が求められる場面で連携ミスが出てくるようになる。これまで何をやっても一人で解決してしまう能力の高さ故に人を信頼することを知らなかったため、野呂をはじめとしたディフェンス陣との連携に課題が出てきてしまう。同時に風祭の笑顔（サッカーの面白さ）が理解できずに答えを風祭に求めたが、その際に風祭がうっかり発した「武蔵森の渋沢なら何か答えを知っているかも」という言葉を受けると翌日に渋沢に会うべく武蔵森に潜入、直後に部員の一人を捕縛して練習着を調達し、こっそり練習に参加して（藤代にはバレていたが面白そうとの理由で黙認された）武蔵森の１軍に対してもいつも通りに欠点を挙げまくるクラッシャーぶりを発揮していると、そこに騒ぎを収めにやってきた渋沢と遭遇することに成功する。風祭に聞いても答えが出なかった質問と疑問を渋沢にぶつけ、問いに対し答えてくれた言葉に一定の理解は得たものの、守備陣の連携は解消されないまま地区予選決勝トーナメントの初戦・岩工大附属戦に臨むことになる。事前に桜上水への偵察で弱点を徹底的に調べつくしてきた岩工が序盤から攻撃を捨てて守備を固められてきたことでペースを崩されてしまい、前半残り5分で岩工がカウンターで勝負を仕掛けてくると、ディフェンス陣と不破の連携の甘さから生まれた隙を見抜かれてしまうと、コーチングのミスから野呂のオウンゴールを誘発してしまい先制される。悪い流れのまま迎えたハーフタイム中に自ら途中交代を申請しようとしていた野呂を不破が引き止め、ぎこちない会話ながらも直接腹を割って話し合ったことで互いを理解することを覚えた。そして迎えた後半、岩工が追加点を狙って前半と同じくミスを誘発された時と同じ決定的な場面を迎えたが、野呂を信頼し相互理解から生まれた連携で見事に相手の攻撃をシャットアウトすると、直後のカウンターで同点ゴールを決めた風祭と共に試合の流れを引き寄せることに成功した。味方を信頼することの面白さに気付いたその後は今までなら見ることもなかった野呂との日常会話（以前は野呂が一方的に萎縮していた）をはじめ、他のメンバーとも息の合った連携が見られるようになっていく。
夏の大会終了後には東京都選抜の選考合宿メンバーに選ばれたが最終メンバーには残れず、クラッシャーも人の子で安心したと声をかけてきた高井らの頬を抓って感情を表す場面もあった。後日、選抜メンバーのキーパー小提健太郎がソウル市選抜戦で負傷して長期離脱が決定したため、トレセン前に入れ替わりで追加招集された（背番号12）。高校卒業後は黒須大学に進学。U-19日本代表入りを果たす。
選抜でチームメイトになる渋沢にはライバル心を抱いている。堅実堅守なプレーが信条の渋沢より技量はやや劣るものの、基本的なキーパーの技術を駆使してゴールを守りつつチャンスと見るや風向きを見てゴール前からロングキックで直接ゴールを狙おうとしたり、逆立ちでボールをキャッチしたり、ペナルティキックを正面からのパンチで弾き返すなど、サッカー初心者ながらも時折見せる奇想天外且つ予測不能なプレーが最大の特徴で、選抜では最終ラインの選手が気を抜かないようにカンフル剤的な役割を期待されて途中交代で投入される事もあるが、ディフェンス陣をまとめる場面も多い椎名やキーパーコーチのマルコらが度々肝を冷やす場面も。
祖父・大作、父・大陸（だいろく）、母・乙女の4人家族。後に黒須大学高等部、黒須大学に進学。サッカーをやめられない理由は「人を知るための触媒としてのサッカーは興味深い」から。黒須京介というはとこがいる（原作者の読切作品『X-コネクション』の主人公の一人でもあり、不破に顔がそっくりである）。
アニメでは天城の選抜離脱後に追加メンバーとして東京都選抜に招集される（背番号22）。ソウル市選抜戦は負傷した小堤と交代で途中出場した。
2014年に刊行された次世代編『サムライファイト!』にも登場。
高井 真人（たかい まさと）
声 - 長瀬博高 / 大畑伸太郎
2年 背番号12 ウイングバック（最初の武蔵森戦ではフォワード） 1985年3月29日生まれ 身長158cm 体重50kg B型
風祭の入部前からずっと補欠であったが、風祭の入部の際に起きた部員とのいざこざでチームの人数がギリギリ11人になってしまい、物語序盤はレギュラーでフォワードとして試合に出場した。しかしその後は不破の入部でシゲがキーパーから本来のフォワードに戻り、風祭とのポジション争いにも敗れてしまいレギュラーから降格。練習もサボりがちになっていた時期に、夜な夜なアンブロ仮面を名乗ってサッカー部の関係者（サッカー部に悪意を抱いていた相手のみ）を襲撃していた女子マネージャーの小島に勝負を吹っ掛けられ、この勝負をきっかけに奮起する。その後、夏の大会直前の合宿で松下コーチに試合に出るためにはどうすればいいかを相談し、俊足と体力があってもフォワードとしては全体を見渡せる視野が足りないと指摘される。この欠点を改善して試合に出るために、松下コーチの提案で足りない視野をサイド方面に特化すべくウイングバックにポジションをコンバート。その際にサイドからのパスの精度を課題として出され、自主練習でひたすらにロングボールを中心としたパスの精度に磨きをかけた。その後、合宿最後の国部二中との練習試合で途中出場した高井は風祭へのセンタリングのアシストで結果を出して正式にレギュラー復帰、新たな攻撃のオプションとしてその後の試合でも活躍した。中学卒業後は森長と共に強豪の上水南高校に進学し、東京都大会でベスト4に入るまでの成長を見せる。実家は八百屋で、高校卒業後、家業とJFLの選手、少年サッカーチームのコーチと多忙を極める。
2014年に刊行された次世代編『サムライファイト!』では風祭の息子・蒼の日本でのコーチとして登場。意外な人物と結婚している。
森長 祐介（もりなが ゆうすけ）
声 - 二村兆富 / 西山宏太朗
2年 背番号7 ボランチ 1984年5月30日生まれ 身長159cm 体重48kg A型
ボールコントロールが上手い。友情に篤く、八重歯が特徴的。風祭に対しては敬語を使う。後に高井と共に上水南高校に進学。大学を経て学校の教師となり、サッカー部顧問となる。
古賀 良彦（こが よしひこ）
声 - 堀田勝 / 山下誠一郎
1年 背番号3 ボランチ（最初の武蔵森戦ではディフェンダー） 1986年2月1日生まれ 身長144cm 体重38kg B型
黒縁眼鏡と風祭よりさらに小柄な体格が特徴。外見通り頭が良いらしく、時々きついツッコミを口にする。
花沢 秀臣（はなざわ ひでおみ）
声 - 鶴岡聡 / 真木駿一
1年 背番号2 ストッパー 1985年6月27日生まれ 身長177cm 体重65kg A型
かなりの長身でごつい顔をしているが、女性のような穏やかな言葉遣いで、実家では花を生けている。
五味 薫（ごみ かおる）
声 - 窪田亮 / 生田鷹司
1年 背番号8 スイーパー（最初の武蔵森戦ではミッドフィールダー） 1985年10月14日生まれ 身長166cm 体重53kg AB型
人畜無害で一見目立たないタイプだが、武蔵森の選手からボールを奪う、飛葉中の猛攻をしのぐなど、桜上水のサブキャラ陣の中では意外にも活躍は多い。
野呂 浩美（のろ ひろよし）
声 - 又村奈緒美 / 釘宮理恵
1年 背番号4 ストッパー 1986年3月3日生まれ 身長149cm 体重58kg A型
分裂の危機にあったサッカー部で同輩達と別れてサッカー部に残る。体型は太めで、気弱な性格だが、柔軟な身体を活かしたプレーでレギュラーをとる（体型は後に段々と痩せていく）。キーパーの不破に対しては最初は自身の気弱さから委縮していたが、後に腹を割って話し合い相互理解を深め、その後は息の合った連係で桜上水のディフェンスラインを支えていくようになる。
山口 杉太（やまぐち さんた）
声 - 石橋美佳 / 三瓶由布子
1年 背番号15 ミッドフィールダー 1985年8月15日生まれ 身長153cm 体重43kg O型
強豪になりつつある中で入部したため、分裂の危機は知らない。お調子者で桜井のことが好き。そのため、勝手に風祭をライバル視している。出場機会は少なく、ベンチにいることが多い。
アニメでは分裂の危機にあった時点ではすでに入部していたようで、第3話でその姿を確認することができ、武蔵森戦ではベンチ入りもしている。
外山 一平（とやま いっぺい）
声 - 長浜満里子 / 田村清准
2年 背番号6 ウイングバック 1984年8月28日生まれ 身長156cm 体重45kg O型
春の大会まではレギュラーだったが、夏の大会前の合宿でポジションをウイングバックにコンバートした高井と入れ替わりで控えに降格してしまった。
田中 衛（たなか まもる）
声 - 髙木俊 / 河西健吾
2年 背番号5 ウイングバック（最初の武蔵森戦ではディフェンダー） 1984年12月23日生まれ 身長158cm 体重47kg AB型
ウイングバックのポジションながらあまり得点に絡むことはないが、チーム内ではベンチにいたことがないレギュラーの選手。

#### 女子選手
小島 有希（こじま ゆき）
声 - 鈴木真仁 / 牧野由依
2年 ミッドフィールダー 1985年4月1日生まれ 身長155cm 体重41kg B型
女子サッカー部のキャプテンで、男子サッカー部のマネージャーでもある（原作では武蔵森戦の後だが、アニメでは第1話からマネージャーである）。兄がJリーガーであり、自らも幼少より女子のクラブチームに入ってサッカーをしていたが、父親の転勤により女子のクラブチームに行けなくなったせいで思うようにサッカーができず、不満を募らせていた。その腹いせに、謎のアンブロ仮面として、サッカー部を馬鹿にしていた男たちに八つ当たりし1年間を無駄にしてしまう（原作のみ）。サッカーの才能は高く、桜上水女子サッカー部結成以前はマネージャーから選手へと格上げされ、男子と共にプレーしていたが、後に風祭たちの呼びかけにより念願叶って女子サッカー部を創設する（ただし、その後も引き続き男子部マネージャー業もこなしている）。女子サッカー部創設後は、けじめとして長かった髪を香取に切ってもらった（その後作中でだんだん伸びていき、最終話では元の長さに戻っている）。ボーイッシュな性格だが美人で、ぶりっ子が得意。少々ブラコンの傾向があり、バレンタインの時に「私の本命はお兄ちゃんです」と言っている。高校在学中に渡米し、クラブユースに入団。アメリカ女子プロサッカーリーグを目指し奮闘している。
2014年に刊行された次世代編『サムライファイト!』にも登場。意外な人物と結婚している。
桜井 みゆき（さくらい みゆき）
声 - 長谷川静香 / 七瀬彩夏
1年 1985年4月27日生まれ 身長150cm 体重37kg O型
風祭に好意を寄せているが、風祭があまりにも鈍いためなかなか上手くいかない。風祭に近づくために女子サッカー部に入部したが、次第に本気でサッカーにのめりこむようになる。たまに風祭からもらえるアドバイスに幸せを感じている。
上条 麻衣子（かみじょう まいこ）
2年 1984年8月29日生まれ 身長163cm 体重45kg B型
美人でプライドが高く、それゆえに学園のアイドルの座を巡って小島をライバル視しているが、小島には学園のアイドルというポジションに興味がないため、全く相手にされていない。小島を初めて見た時は、二人で「桜上水 二輪のバラ」になろうと考えていた。私立中学に入学を拒否されたほど成績が悪いらしい。負けん気が強く、入部テストの課題であったリフティング10回ができないことを本気で悔しがった。
戸田 志津代（とだ しずよ）
1年 1985年11月30日生まれ 身長158cm 体重42kg O型
通称「しーちゃん」。桜井の付き合いで共に女子サッカー部に入部。弟との付き合いでサッカー経験があり、入部テスト（リフティング10回）には難なく合格している。非常に正直な物言いをする。
横山 寧々（よこやま ねね）
3年 1984年3月15日生まれ 身長177cm 体重51kg B型
高校からサッカー部に入るつもりであったが、桜上水中に女子サッカー部が創設されると聞いて入部。入部テストもスムーズにパスした。小島が見上げるほど背が高い。

#### 指導者・保護者
松下 左右十（まつした そうじゅう）
声 - 楠大典 / 木内秀信
1961年10月24日生まれ 身長182cm 体重73kg O型
元日本サッカーリーグ新川電工のミッドフィールダーで、日本代表選手でもあった。チームに未完の大器として加入した雨宮への指導方針を誤った過去の経験から、自らサッカーをやめ、サッカーを通じての人付き合いを避け、隠遁生活をしていた。おやっさんのおでん屋の常連客。ひょんなことから武蔵森と戦う桜上水中の試合におやっさんに連れていかれ、この試合限定でコーチを務めた。後日正式に香取から桜上水のコーチ就任を依頼されるものの、過去のトラウマから一度は断ってしまう。その数日後、国部二中との練習試合後に香取から松下の話を聞いてかつてのチームメイトで国部二中の監督に就任していた雨宮が訪問し、かつての出来事の謝罪ともう一度サッカーをしてほしいと激励を受けてようやく過去から解放された松下はコーチとしてサッカーへの現場復帰を果たした。シゲに本気でサッカーと向き合うきっかけを作った一人でもある。コーチをしていく中でかつての仲間でもあるジュニアユース代表監督の榊と再会し、ナショナル選抜のコーチも引き受ける。その際に伸ばしていた髪を切った。
本作の登場人物には藤代や西園寺をはじめ、松下のファンが少なくない。豆乳を好んでよく飲んでいる。
後に榊と西園寺と共にU-19日本代表コーチに就任する。
香取 夕子（かとり ゆうこ）
声 - 原元美紀 / 同左
1974年12月5日生まれ 身長163cm 体重50kg O型
桜上水中の英語教諭でサッカー部の顧問だが、サッカーに関する知識はなく、本人曰くズブの素人。風祭を武蔵森中のエースだと早合点した張本人。少々向こう見ずで、テストで「平均点以下を一人でもとったら試合には出ない」というとんでもないタンカをきったことがある（結果は全員セーフであった）。ミーハーな性格。寝起きが悪い。シゲは香取を姉さんと呼び、陰ではオバンと言っていた。当初の設定では風祭たちと同級生であった。
風祭 功（かざまつり こう）
声 - 高橋広樹 / 高橋英則
1975年2月18日生まれ 身長182cm 体重68kg O型
将の兄で、弟と二人暮らしをしている。稼ぎのよいホストだが、必要とあらば仮病まで使い女性とのデートより弟への気遣いを優先するなど、非常に弟思いな性格。非常に厳格な父親の期待に添えなかったことで、親の期待が全て弟に向かったことに負い目を感じている。トレセン決勝で将が選手生命を脅かす大怪我をした時は、ドイツの優秀な医者を見つけて（西園寺が探していた医者と将が周防に紹介された医者も同じ人だった）将と共に渡独した。ドイツ在住時は金髪から黒髪になり、U-19代表合宿の招集で将と共に帰国した際は再び金髪になった。
アニメではモデル会社の副社長という設定になっている。
おでん屋のおやっさん（本名不明）
声 - トニーヒロタ / 斎藤志郎
昭和一桁生まれ 身長144cm 体重60kg B型
風祭が個人の練習場にしている河川敷の近くでおでん屋台を営んでいる。顔は非常に怖く、本人は驚かれることに慣れている。またその風貌からは想像できないが、サッカーの知識は深い。松下がこのおでん屋の常連客であることや、桜上水中の試合を功と一緒に応援に来るなど、桜上水中との関わりも非常に多い。部員におでんを御馳走したり、様々なトラブルも温かく見守るなど、桜上水中サッカー部の陰のサポーターとなっている。日韓ワールドカップ開催中は全国を飛び回っていた。
文庫版の描き下ろしで描かれた2006年の話にもおでん屋の店主として登場、水野の弟の虎治を抱き上げてあやしたり、イリオンが風祭に告白した場面にも立ち会った。

### 武蔵森学園中等部
中高一貫、全寮制の私立校。全国大会の常連であるサッカー部は数百人の部員を実技テストにより1軍、2軍、3軍に分けている。
桐原 総一郎（きりはら そういちろう）
声 - 上別府仁資 / 松本大
1955年4月19日生まれ 身長174cm 体重68kg A型
サッカー部の監督で、水野竜也の実父。基本的にワンマンではあるが筋の通ったことを好む理論派。息子は離婚した妻に預けている。元社会人サッカー選手でもあり、桜上水監督の松下とも面識があった。集英社文庫の最終巻（15巻）では妻とよりを戻していて、竜也にとっての弟・虎治が誕生している。
2016年からマンガワンおよび裏サンデーにて連載されていた続編『ホイッスル!W』の連載終盤に登場するが、体調を崩してしまい自宅で療養生活を送っている。長男の竜也とは昔から何かと衝突しがちだったが年齢を重ね、今では良き理解者としてクラブチームを解散に追いやられ悩んでいた竜也やサッカーに悩む虎治にアドバイスをする姿が描かれた。
渋沢 克朗（しぶさわ かつろう）
声 - 内藤玲 / 近藤隆
3年 背番号1 ゴールキーパー 1983年7月29日生まれ 身長183cm 体重65kg A型
キャプテン。ナショナル選抜（世代別日本代表）に選ばれたこともある超中学生級の実力者。性格は温厚で世話焼きで、チーム内でも面倒見の良さから生粋のキャプテンシーを常に発揮する人格者でもある。恵まれた体格と技術に加えて身体能力に優れ、素早い状況判断と正確なコーチングを駆使し、どんなチームが相手でもそう簡単には得点を許さないその実力は「この世代で一番優れたキーパー」と周囲からの評価も高く、東京都選抜でも正ゴールキーパーに選ばれた。洛葉との練習試合の後に選抜チームのキャプテンを決める際には他のメンバーからほぼ全員一致で指名をされて、選抜チームでもキャプテンを務めているが、喧嘩の仲裁に入って水を被ったり、藤代の好き嫌いや愚痴を聞かされたり、試合中ディフェンスラインが全員攻撃参加してしまったために後ろを一人で任されたりするなどなかなかの苦労人である。
選抜チームの練習中に怪我をしてしまい（それが小堤の故意によるものだとはこの時知らなかった）、ソウル選抜戦は代わりに小堤がゴールを守っていたが、試合中に負傷。後日不破との入れ替わりで小堤の長期離脱が決まり、その際に小堤がコーチに真実を打ち明ける場面を見た後、去っていく小堤の後ろ姿にそっとエールを送り、懐の深さを見せた。
桜上水の不破がチームで孤立した際に、風祭がうっかり名前を出してしまった同じキーパーの渋沢を偵察するべく不破が武蔵森に潜入した際にも部員と不破が揉めている場面に対しても即座に仲裁に入り、面倒見の良さを発揮した。直後に不破からの「サッカーは楽しいのか」という疑問に対し、味方への信頼とゴールキーパーというポジションの重要さとサッカーの楽しさを教えた際に、不破が渋沢の回答に対して一定の理解を示した姿からも人格者であることがうかがえる。
実家は老舗の和菓子屋。毎朝起床後の練習前には自前のお茶セットで日本茶を飲んでいる。
後に大学生と鹿島アントラーズの選手の二足のわらじを履く。U-19日本代表と並行してフル代表にも選出されている。
藤代 誠二（ふじしろ せいじ）
声 - 近藤孝行 / 阿部敦
2年 背番号9 フォワード 1985年1月1日生まれ 身長175cm 体重59kg AB型
武蔵森のエースストライカー。右目の下にある泣きボクロが特徴。渋沢と共にナショナル選抜（世代別日本代表）に選ばれたこともある。友好的な性格で、差し入れを持って偵察兼陣中見舞いに桜上水中サッカー部を訪れた際は、いつの間にか部員たちと馴染み練習に参加していた。松下左右十の大ファンであり、実際に会った時はかなりミーハーな反応をした。少し抜けたところもあるが、サッカーの才能は誰よりも高く、自分の実力に絶対の自信を持っている。それぞれの分野でレベルの高い選手が揃い、基本的に組織サッカーが主体な武蔵森の中では異彩を放つ存在で、個人技でも味方のフォローを必要とせず一人でゴール前までボールを運んでいけるという驚異の突破力の持ち主。50mを6秒フラットで走り、その足の速さを活かしたドリブルは普通に走っている選手が追いつけないほど。スピードに加えて非常に高等なテクニックやフェイント（クライフターンなど）も使いこなすなど、欠点らしい欠点のないオールラウンダー。そんな藤代に唯一欠点があるとしたらサッカーとは一切無関係だが、寮での食事の際には自分用にニンジン抜きのメニューを作らせるほどのニンジン嫌いである。渋沢からもニンジン嫌いを治すように指摘されていたが、結局治る兆しは最後まで描かれなかった。
後に武蔵森学園高等部に進学し、水野と同じく在学中から東京ヴェルディに入団。U-19日本代表メンバー。
三上 亮（みかみ あきら）
声 - 河合美憲 / 赤羽根健治
3年 背番号10 ミッドフィールダー 1984年1月22日生まれ 身長172cm 体重58kg AB型
武蔵森の司令塔。自分よりも才能は上だとされる水野を同ポジションとして敵視しており、水野の武蔵森編入を耳にした際にはレギュラーを奪われる危機感から阻止すべく画策した（もっとも水野自身には編入の意思はなかった）。東京都選抜選考合宿でも水野を意識していたが、最終的には武蔵森から招集された中では唯一選考漏れとなった。その後はサッカー部で奮起し、武蔵森の都大会優勝の原動力となった。寝起きが悪く、朝起きる際には同室の近藤がいつも四苦八苦している。
間宮 茂（まみや しげる）
声 - 松本吉朗 / 石川界人
2年 背番号3 ミッドフィールダー 1984年9月12日生まれ 身長165cm 体重64kg B型
ボランチのポジションではあるが、プレー自体はマンツーマンでのディフェンスに長けている守備的な選手。「マムシ」と呼ばれ、その名の通りしつこいマークを得意としており、その能力は東京都選抜でも遺憾なく発揮された。藤代とは同室であるが、藤代がほかの部屋に入り浸っているため一人部屋も同然であるらしい。奇怪な行動が多く（プリンに醤油をかけて食べるなど）ある意味で恐れられている存在。後に高校を中退しイタリアに渡り、後に鹿島アントラーズに入団。U-19日本代表メンバー。
笠井 竹巳（かさい たくみ）
声 - 丸山彩智恵 / 田丸篤志
2年 背番号6 左サイドバック 1984年11月3日生まれ 身長169cm 体重56kg O型
根岸と同室。
辰巳 良平（たつみ りょうへい）
声 - 吉川寛司 / 赤澤涼太
3年 背番号11 フォワード 1983年11月3日生まれ 身長180cm 体重60kg B型
長身を活かしたヘディングが得意。渋沢と同室。
近藤 忍（こんどう しのぶ）
3年 背番号8 ミッドフィールダー。三上と同室。寝起きの悪い三上を起こすのに毎回苦労している。
中西 秀二（なかにし しゅうじ）
2年 背番号7 ミッドフィールダー。近藤と共に中盤を固める。
根岸 靖人（ねぎし やすと）
2年 背番号2 右サイドバック
高田 剛（たかだ つよし）
背番号4 左センターバック
大森 裕希（おおもり ゆうき）
背番号13 右センターバック
天野 聖夜（あまの せいや）
声 - 石川正明 / 浜田洋平
3年 ミッドフィールダー 1983年6月20生まれ 身長173cm 体重57kg B型
2軍選手。風祭が武蔵森にいた時代に後輩いびりをしていた先輩の一人で、風祭を辞めさせた張本人。サッカーの才能はそれほどでもなく、ずっと2軍から這い上がれていない。プライドが高く、3軍の選手を見下した態度を取る。また、武蔵森が非常に強豪校であるため、対戦校に対しても見下した態度を取る。
山川 智之（やまかわ ともゆき）
声 - 長浜満里子 / 市川蒼
2年 ディフェンダー 1984年8月12日生まれ 身長159cm 体重48kg AB型
3軍選手。風祭の武蔵森在学中の親友でありライバル。風祭とは武蔵森の入試で出会った。サッカー部では雑用やランニング、リフティングのみの毎日であり、周りの選手が次々と辞めていく中、風祭と共に腐らずに努力した。その際、最後のメンバーになっても一緒に頑張ろうと風祭と誓い合った。しかし、風祭が武蔵森では身長を理由にサッカーができないと知り辞めると言った時には、風祭がきつい生活に嫌気がさして辞めるのだと勘違いし、風祭と絶交する。やがて予選1回戦での風祭のプレーを見て誤解していたことに気付き、ハーフタイムには桜上水のロッカールームを訪問。風祭に「願えば叶う」とメッセージを贈った。風祭に影響され地道に努力をした結果、2軍に昇格した。

### 国部第二中学校
桜上水と同じ地区での強豪校。強力なワントップの天城を擁し、監督の指示をスムーズに反映できる選手の揃っているチーム。
天城 燎一（てんじょう りょういち）
声 - 石川正明 / 梅原裕一郎
2年 背番号9 フォワード 1984年11月11日生まれ 身長180cm 体重63kg B型
大柄な体格が特徴。ドイツ人とのハーフ。テクニカルなポストプレーや突破力を併せ持ち、渋沢の腕を弾くほど強烈なシュート力も持つ。元々は武蔵森サッカー部に入部するべく入部テストを受けていたが、個人プレーが目立ったために落ちてしまう。同じテストを受けていてあえて合格を蹴った水野を敵視する節もあった。その時の経験から利き足ではない左足にもこだわるようになる。
初登場時はかなり乱暴な一面を覗かせていて（乳母のかずえを除く）、家庭事情に首を突っ込む風祭を毛嫌いしていたが、桜上水との試合を経て徐々に自分自身を変えていき、元来の優しい性格を少しずつではあるが表に出せるようになった。しかし夏の地区予選準決勝の飛葉中戦を前に大事な存在であった乳母かずえ（声：又村奈緒美 / 森史絵）を亡くし、失意のまま臨んだ試合も飛葉中の強固な守備陣の前に完璧に抑え込まれて敗戦。心の支えと目標を同時に失ってしまったことでサッカーの道を諦めようとしていたが、試合翌日に国部二中敗戦の報を受けて飛葉中の偵察に来ていた将や水野ら桜上水メンバーと共闘して飛葉中の椎名達とフットサルで対決したことをきっかけに再びサッカーを続けていくことを決意。
夏の地区予選終了後に東京都選抜候補に選出されるが、この頃にはもう風祭をはじめ他のメンバーとも普通に会話や食事を共にするくらいにまで穏やかになっていた。その後合宿を経て最終メンバー入りするものの、ふとしたきっかけで開封したかずえの形見のお守りの中にあったドイツにいる母の写真と連絡先を見つけることになる。母に連絡をした直後に妹のイリオンを連れて日本に駆けつけた母親からドイツで一緒に暮らさないかと提案される。遠く離れたドイツから母に今でも家族として愛されていたことと、自身に流れるドイツと日本の血について考えるようになり、ドイツ移住か選抜に残るかで日々悩むようになっていった結果、徐々に調子を落としていく。これを見かねた風祭が状況を打破すべく天城に勝負を挑み、先行でゴールを決めた成長著しい風祭のプレーに触発されると、これまで封印していた本来の利き足でもある右足で豪快なミドルシュートを決めて自身の迷いを完全に断ち切り、ドイツ移住の決意を固め選抜を離脱。父（声：鶴岡聡 / 真木駿一）の理解も得て、空港で国部二中のチームメイトや風祭に見送られながら母と妹の待つドイツへと旅立っていった。
ドイツに移住後はバイエルン・ミュンヘンに入団。U-19日本代表にも選出され、日独を往復する日々を送る。後に妹のイリオンと結婚した風祭とは義兄弟の関係になった。
2016年からマンガワンおよび裏サンデーにて連載されている続編『ホイッスル!W』では、日本代表の選手としてバイエルンで活躍中。天城の父の秘書を務める５歳年上の友梨香と結婚し、息子・煌牙が誕生している（煌牙は後に武蔵森学園初等部に入学し、サッカー部に入部）。息子の煌牙と一緒にサッカーを楽しんだり、妻にも積極的にハグをしたりと普段遠く離れて暮らしている家族のことをとても大切に想っているが、昔からサッカーにあまりいい印象を持てないままの父とは未だお互いに素直になれずにいる。実は犬嫌いであることも発覚した。
雨宮 東吾（あめみや とうご）
声 - 土屋佑壱 / 遊佐浩二
1969年11月7日生まれ 身長177cm 体重69kg B型
国部二中の監督。かつて松下が所属していた日本サッカーリーグ・新川電工サッカー部の後輩。現役時代のポジションはフォワード。入団当初は大型新人としてチームやマスコミから期待を寄せられて天狗になっていた。しかし、才能を高く評価した上で敢えて厳しく接していた松下の期待に応えられずスランプに陥り、半ば自棄になってナイフで自身の足を切り、両足腱切断となりまともに歩ける体ではなくなってしまう。
その後は足の治療のための入院生活を経て教職課程をとり、指導者としての道を歩き始めた。性格も現役時代からはかなり穏やかになり、選手の成長を温かく見守る指導者となっている。
結果的に松下が現役を引退し、長い間サッカーから距離を置く原因となったが、松下を桜上水の監督として再びサッカーの道に戻したのも他でもない雨宮だった。

### 飛葉中学校
転校してきた翼が立ち上げたチーム。近代的な戦術と洗練されたディフェンスが武器。新興勢力ながら国分二中を撃破して地区予選決勝に進出し、桜上水と対戦する。都大会にも出場し、ベスト4入りした。
椎名 翼（しいな つばさ）
声 - 樋口智恵子 / 高城元気
3年 背番号4 センターバック 1983年4月19日生まれ 身長151cm 体重43kg B型
キャプテン。風祭と同じように小柄で、女の子のような可愛らしい顔立ちをしているが、内面は非常に好戦的で男らしい。極めて頭の回転が早く、皮肉屋で相手に反論の余地も与えないマシンガントークが得意だが、その性格ゆえ敵も多い。また、外見のせいで侮られることを嫌い、武道を心得てもいる。
飛葉中サッカー部での基本戦術でもある中学生では扱うのが難しいとされる3バックシステムのフラットスリーを鮮やかに駆使し、中心に位置するセンターバックとして試合中はもう一人の監督のような存在となり、西園寺の指示を受けつつ周囲の選手への正確なコーチングやラインコントロールに加えて、自身を中心に統率された組織守備で最終ラインを死守する。東京都選抜でもディフェンスの要として活躍し、風祭の兄貴分としてプレーのヒントを与えたりしているが、椎名をよく知る黒川曰く「クレバーで底意地の悪いプレー」が特徴である。
小柄な身長ながらも運動能力は中学生とは思えないほどずば抜けていて、ミドルレンジやロングレンジから繰り出される威力のあるシュートに、ドリブルなどのボールコントロールに加え、いざとなればリベロとして前線まで駆け上がるスピードとスタミナも兼ね備えているが、無遠慮な物言いで相手を傷つけたり、桜上水に負けて涙を見せたり、身長にややコンプレックスを抱えていたりなど、年相応の子供っぽい部分もある。飛葉中・東京都選抜監督の西園寺玲とははとこに当たる。
後にリーガ・エスパニョーラのマラガCFに入団。その頃には、身長も167cmになった（自称）。U-19日本代表メンバー。
黒川 柾輝（くろかわ まさき）
声 - 石川大介 / 内田雄馬
2年 背番号6 ウイングバック 1984年11月23日生まれ 身長173cm 体重59kg A型
色黒の肌が特徴的。椎名の側近的存在で、時折熱くなりがちな場面を諌めたりすることも。後に東京都選抜に選出されるが、本来のポジションのミッドフィールダーではなくディフェンダー（サイドバック）を務める。攻守両方において技術も高く、サイドのポジションならではの鋭いオーバーラップが武器。勝ち負けよりも面白いサッカーをすることを重視している節がある。選抜選考の合宿中には椎名と共に風祭にプレーのヒントを与えた。弟と双子の妹がいる。U-19日本代表メンバー。
畑 六助（はた ろくすけ）
声 - 永野善一 / 木内太郎
2年 背番号2 ストッパー 1984年9月18日生まれ 身長177cm 体重66kg O型
ドレッドヘアが特徴（ヘアバンドを付けている）。飛葉中では兄の五助と共にプレーし、兄と翼のアドバイスで動いている。東京都選抜に合格するものの、頼りの兄がおらず困惑気味であった。
畑 五助（はた ごすけ）
声 - 林伊織 / 真木駿一
3年 背番号3 ストッパー 1983年7月28日生まれ 身長175cm 体重67kg O型
弟と同様のドレッドヘア（こちらはヘアバンドを付けていない）。東京都選抜には入れなかった。畑兄弟の実家は理容室。
井上 直樹（いのうえ なおき）
声 - 石塚堅 / 梶川翔平
3年 背番号7 ウイングバック 1983年5月5日生まれ 身長166cm 体重57kg O型
通称「サル」（幼少期の顔が猿に似ていたため）。シゲに幼少の頃サッカー対決で負け、なおかつ再戦の約束をすっぽかされたことを根に持っており、東京まで追いかけてきて宣戦布告した。実力者ではあるようだがシゲには劣り、翻弄されるシーンが目立つ。後にシゲに本気でサッカーに取り組ませるべく画策し、無事に役割を果たしてシゲと共に関西選抜に入りを果たすが、自身は補欠止まりに。選抜選考ではシゲと共に金髪で周囲の注目を集めていた。
西園寺 玲（さいおんじ あきら）
声 - 園崎未恵 / 折笠富美子
1970年6月7日生まれ 身長167cm 体重50kg AB型
監督。翼のはとこ。元日本女子サッカーリーグの選手で、小島の憧れの人。父も元サッカー選手で現在はサッカー協会の役員をしている。「男装の麗人」と呼ぶに相応しい凛々しい美女で、かなりの策士。風祭の才能を見出して東京都選抜へ推薦した。東京都選抜にはコーチとして参加したが、途中から尾花沢監督（声：泉尚摯 / 落合福嗣）の入院により新監督に就任する。
後に榊と松下と共にU-19日本代表のコーチに就任している。

### 脇栄第一中学校
夏季大会地区予選支部予選リーグで桜上水と最初に対戦し0-6で敗れる。
荒巻為 吾郎（あらまきため ごろう）
声 - 髙木俊
キャプテン。スポーツショップで杉太に購入したスパイクの箱を壊される、ナンパした有希に「ダメゴロー」と呼ばれるなどの災難に遭い、風祭たちがリーグ戦であたる桜上水中のサッカー部と知るや弱小と見下した態度をとるも、試合では大敗に愕然としていた。

### 岩清水工業大学附属中学校
守備的で安定感があるチーム。地区予選決勝トーナメント1回戦で桜上水と対戦し桜上水の守備の連携不足を狙って先取点を奪うが逆転負けする。

### 洛葉中学校
打倒武蔵森を掲げる全員短髪のチーム。地区予選決勝トーナメント2回戦で桜上水と対戦しPK戦の末敗れる。その後事前に弱点を教えてもらいながらも高校に3連勝中の東京都選抜相手に引き分けた。

### ナショナルトレセン
北海道・東北・東京都・関東・東海・北信越・関西・中国・四国・九州で選出されたメンバーによって開催される選手強化育成システム。

#### 東京都選抜
多種多様な戦術に対応可能な選手が揃う個性派集団。世代別日本代表経験者も多く、他の地域にも引けを取らない実力を持つ。後に桜上水組や武蔵森組を含めU-19日本代表に主要選手の大半が選出される事となる。
杉原 多紀（すぎはら たき）
声 - 並木のり子 / 花江夏樹
高縄中2年 背番号18 ミッドフィールダー 1984年10月1日生まれ 身長158cm 体重49kg O型
体力は無いが抜群のボールコントロールとキック精度を持っている。東京都選抜での風祭の良き友人で、郭英士をライバル視する。ただし物語中では、郭とのライバル対決は行われず、地域選抜対抗戦以降はライバル視する描写は見られない。昔、郭英士と同じクラブチーム（川崎ロッサ）に所属していたが体格が小さく、小6でチームを去った。初登場時は和みキャラであったが、物語が進むにつれて味方や相手に毒を吐きながら分析したりなどの黒い一面も見せるようになった。
小岩 鉄平（こいわ てっぺい）
声 - 金子幸伸 / 松岡禎丞
江戸川一中2年 背番号21 フォワード 1984年5月9日生まれ 身長163cm 体重53kg B型
選抜選考合宿を経て、最初は風祭と同じくバックアップメンバーとして選ばれる。サッカーを始めたきっかけは、自慢であった足の速さで日生光宏（東北選抜）に負け陸上部での再戦を誓うが、彼がサッカー部に入ると聞いたため。選抜入り後はボールのキープ力に難があるものの練習で徐々に頭角を現し始め、トレセンの東北選抜戦で遂に正規メンバー入りを果たす。途中交代での出場直後に念願だった日生との直接対決でスピード勝負を制し、真田の決勝ゴールをアシストした。その後はポジションに関係なく抜群の俊足を生かす役回りを与えられるようになる。後に高校を中退し、ヴァンフォーレ甲府に入団。
鳴海 貴志（なるみ たかし）
声 - 小川輝晃 / 佐藤拓也
明星中2年 背番号11 フォワード 1984年8月29日生まれ 身長181cm 体重67kg O型
大柄で長髪の、大人びた外見が特徴。性格は自信家で、ポジションを争う相手には味方であっても容赦しない。やや足元に弱いという欠点もあるが、フィジカルと長身を活かした高い打点からのヘディングが大きな武器。以前好意を抱いた女の子に「身長の大きい人は怖そうだから嫌い」と言われ、さらに彼女を背の低い男（明星中サッカー部キャプテン・筧一弥）にとられたことから、背の低い人間を嫌っている。選抜選考の最終日に行われた試合で股抜きでゴールを決められた風祭にも当初はその底抜けの明るさと前向きさに苦手意識があったものの、トレセン準決勝の九州戦で鳴海が退場処分を受けた後に自分のいないピッチ上で風祭達の奮闘する姿を見て素直に羨ましさを感じている描写が見られた。
アニメではドイツ移住前の天城と風祭の勝負において、風祭に賭けた藤代との賭けに負けて鼻でラーメンをすする姿も登場していた（漫画版では描き下ろしでの登場）。ソウル市選抜戦で前日の夕食の食べ過ぎで調子を崩しており、試合終了間際に登場したシゲと途中交代でベンチに下がっている。
高校卒業後、FC東京に入団。ライターの朝倉知佳と付き合っている。
真田 一馬（さなだ かずま）
声 - 冨田真 / 木島隆一
野上ヶ丘中2年 背番号20 フォワード 1984年8月20日生まれ 身長169cm 体重54kg A型
若菜結人、郭英士と同じクラブユース（川崎ロッサ）に所属しており仲が良い。U-14代表にも選ばれるエリート選手で、藤代をライバル視している。高い技術力と決定力に加え、抜群のボールキープ力が可能にするポストプレーも兼ね備えているが、ややメンタル的に弱い面があり、東京都選抜候補合宿の最終日に行われた試合で格下と見下していたBチーム（いわゆる落ちこぼれ組）が予想外の動きを見せたことで精神的に動揺しパフォーマンスが著しく低下したが、郭と若菜の言葉に奮起してトリオプレーからのゴールを決めて元来の勝負強さを見せた。性格は若菜曰く「ナイーブ」であるらしい。U-14日本代表選手ではあるものの東京都選抜では控えに回ることが多く、スタメン出場は東北戦のみ。その東北戦で決勝点をあげるゴールを入れるが、次の九州戦では再びスタメン落ちになってしまった。後に柏レイソルに入団。
郭 英士（かく えいし）
声 - 平野貴裕 / 細谷佳正
雑司ヶ谷南中2年 背番号8 ミッドフィールダー 1985年1月25日生まれ 身長168cm 体重53kg AB型
U-14代表にも選ばれるエリート選手で、冷静かつ確実で安定感を重視するプレーが特徴。選抜選考時にライバルとして意識していた水野と同じく基本のポジションはトップ下だが、東京都選抜では水野がトップ下に入ることが多いためサイドのポジションに入ることが多い。母が韓国人で、母方の従兄の李潤慶（イ・ユンギョン）はソウル市選抜のミッドフィールダー。東京都選抜の選考試験では動揺してプレーに精彩を欠いた真田を立ち直らせるなどリーダーシップ能力もある様子。個人で打開できる突破力もあるが、味方への正確かつ堅実なパスやプレースキックが得意で、中でも直接ゴールを狙いに行くフリーキックに絶対の自信を持っている。戦術眼も優れていて、洛葉との練習試合で左サイドの真田へのスペースを作るために右サイドの郭にパスを出し続けていた風祭の意図を理解した直後に風祭のアイコンタクトから真田へのダイレクトプレーで即座に得点につなげるなど、司令塔としての頭の切り替えも早い。ソウル市選抜との試合中に韓国人の血を引きながら日本育ちであることを相手チームの選手に揶揄されアイデンティティに迷いが生じるものの、傍にいた若菜や横で付き添う水野の姿を見て迷いを振り切る。直後に水野とのトリックプレーから鮮やかな直接フリーキックでゴールを決めて、自身の故郷は今のチームメイトがいる日本だと結論を出した。同じ試合の序盤には浮足立っていた水野に喝を入れるなど、熱い一面も覗かせた。後にサンフレッチェ広島に入団。
若菜 結人（わかな ゆうと）
声 - 植木誠 / 榎木淳弥
瀬田三中2年 背番号6 ミッドフィールダー 1984年6月5日生まれ 身長166cm 体重56kg O型
U-14代表にも選ばれるエリート選手で、攻撃的ボランチ。明るい性格で、自分を含め真田や郭の技量に対しては自信を隠さない。攻守を司るボランチのポジションで高い技術をもってはいるが、やや攻撃的になりがちで時折ポジションを上げすぎて守備がおろそかになる一面があるのが玉に瑕。ソウル市選抜戦では相手メンバーに中傷された郭を励ました。後にガンバ大阪に入団。
小堤 健太郎（こづつ けんたろう）
声 - 高杉紘平
柳原中2年 背番号12 ゴールキーパー 1984年9月2日生まれ 身長164cm 体重53kg A型
ゴールキーパーとしては小柄ながらも、空中での競り合いなどの飛び出しにおける思い切りの良さと状況判断に加えて素早く正確なフィードが武器。体格的なハンディを努力で補い東京都選抜メンバーになるものの、渋沢との実力差に悩み続けていた。渋沢への嫉妬心から練習中故意に負傷させてしまい、ソウル市選抜戦では負傷した渋沢に代わってゴールを守ることとなるが、長く罪の意識に苛まれることになる。
ソウル市選抜との試合中に相手との接触プレーで肩を負傷したため、負傷の癒えた渋沢と途中交代になりそうだったが、渋沢からの後押しも受けてそのまま最後までフル出場した。しかしその代償は大きく、長期戦線離脱を余儀なくされた（後日桜上水の不破が小堤に代わってメンバー入り）。その後コーチに自分の罪を打ち明け、コーチの激励と後ろで様子を見ていた渋沢からの「待ってるぜ」という言葉を受けてチームを後にした。
アニメでもソウル市選抜戦で負傷するがフル出場はせずに、天城の選抜離脱後に追加招集された不破と途中交代でベンチに下がった。
桜庭 雄一郎（さくらば ゆういちろう）
声 - 石川正明 / 木内太郎
2年 背番号15 ミッドフィールダー 1984年6月30日生まれ 身長167cm 体重54kg A型
司令塔を目指してはいるものの、水野や郭のような中央のポジションからのパスセンスがなく、サイドのポジションからのセンタリングやクロスボールの方が評価が高い。ソウル市選抜戦でベンチだった悔しさをトレセンの対関東選抜戦でぶつけ活躍する。
伊賀 仁吉（いが ひとよし）
声 - 水上栄治 / 木内太郎
増岡中2年 背番号16 ミッドフィールダー 1985年3月13日生まれ 身長166cm 体重55kg A型
読みが鋭く周囲へのフォローに優れたボランチで、出場した試合では度々攻守の起点になることが多い。東京都選抜のアクの強いボランチ2名（間宮・若菜）に比べて攻守のバランスを保てる正統派である。
上原 淳（うえはら あつし）
2年 背番号17 ミッドフィールダー 1985年2月10日生まれ 身長166cm 体重52kg O型
桜庭と同様にパスセンスはないが、ドリブルでの突破が得意でサイドで起用されることが多い。東京都選抜選考試験では、郭、若菜らより先に前半終了時点で早々と合格していた。対関東選抜戦ではソウル市選抜戦で桜庭と同じくベンチだった悔しさをぶつけ活躍する。
木田 圭介（きだ けいすけ）
西新中3年 背番号3 ディフェンダー 1983年12月1日生まれ 身長184cm 体重71kg A型
東京都選抜では数少ない長身のディフェンダー（センターバック）。トレセンの初陣となった対関東選抜戦ではソウル市選抜戦で前半終了時に同じセンターバックのライバルでもある椎名との途中交代でベンチに下がった悔しさをぶつけ活躍する。地域選抜対抗戦では出番が多い。
谷口 聖吾（たにぐち せいご）
豊本中3年 背番号13 ディフェンダー 1983年12月9日生まれ 身長170cm 体重60kg B型
運動量の多さを生かし、対関東選抜戦ではソウル市選抜戦で桜庭と同じくベンチだった悔しさをぶつけ活躍する。また九州戦では幸運なゴールをあげている。
内藤 孝介（ないとう こうすけ）
虻川中3年 背番号14 ディフェンダー 1984年3月24日生まれ 身長180cm 体重72kg O型
体格のよさを武器とする。選抜チームの強化に向けて行われた練習試合では体格に勝る高校生相手に苦戦したものの、削られても引けを取らないフィジカルの強さを見せた。

#### 関東選抜
ゾーンプレスとキャプテン須釜の正確なコーチングを主体とした組織守備を駆使して戦うチームで、当初はトレセン優勝候補の一角であった。最初は東京都は関東の一部で大したことはないと考えていたが、初戦で東京都選抜と当たり、敗退する。
須釜 寿樹（すがま としき）
3年 背番号4 ミッドフィールダー 1983年8月27日生まれ 身長190cm 体重79kg B型
中学生離れした長身のボランチ。通称「スガ」。マリノスジュニアユース所属。関東選抜のキャプテンを務め、エリート選手が多いチームの中でもメンバーから一目置かれている実力者。チームの練習とは別にフットサル場によく出没していて、トレセン前に風祭や杉原や小岩とはフットサルで対戦や共闘したこともある。試合中は鋭い読みと戦術眼をいかんなく発揮し、味方への正確なコーチングでゾーンプレスを駆使して相手の攻撃に素早く対処する。トレセン初日の練習ではフットサルで共闘した際に見たことのあった風祭の消えるフェイントに対応して防いでみせたものの、地域選抜対抗戦の本番では一旦止めたと思いきや風祭のゴールへの執念に競り負けて結果的に試合を決定づける3点目を決められてしまった。高校卒業後、清水エスパルスに入団。

#### 東北選抜
優勝候補であった東海選抜に勝ち、第2試合で東京都選抜と当たる。最初は阿部が相手のペースを崩し堅い守りでボールを支配して東北ペースであったが、その後東京都に巻き返され敗退する。
阿部 小太郎（あべ こたろう）（ケビン・コタロウ・アベ）
2年 背番号11 左ウイング 1984年8月5日生まれ 身長175cm 体重63kg A型
黒人と日本人のハーフ。「黒いイナズマ」と称され、黒人特有の身体能力を活かしたプレーで東海選抜を下し、東京都選抜を追い込む。しかし日本人としての帰属意識が非常に強く、他人から外国人呼ばわりされるのを嫌がる。また、いかつい見た目とは裏腹にメンタルはやや弱く、物事が自分の思う通りにいかないとすぐにべそをかく。高校卒業後、コンサドーレ札幌に入団。
日生 光宏（ひなせ みつひろ）
2年 背番号7 右ウイング 1984年12月14日生まれ 身長164cm 体重52kg A型
東京都選抜の小岩鉄平と中学1年時の幼馴染であり、小岩鉄平がサッカーをやるきっかけとなった人物。足が速く、対東京都選抜の時も阿部小太郎と共に左右の快速ウインガーとして活躍する。父親が転勤族であるらしく、いつもあちこちを転々としている。

#### 東海選抜
1回戦で東北選抜と対戦し、敗退。日本のブラジル、サッカーのメッカと呼ばれている。有名選手を多く輩出し、クラブチームもジュニアユースも強いことで有名。
山口 圭介（やまぐち けいすけ）
3年 背番号8 ミッドフィールダー 1983年10月10日生まれ 身長172cm 体重60kg A型
司令塔でジュビロジュニアユース所属。「全国の自信家くんたちの夢を砕く激うまっぷり」と称される、同年代では屈指のテクニシャン。実家はみかん農園。
横山 平馬（よこやま へいま）
2年 背番号10 トップ下 1984年12月25日生まれ 身長168cm 体重58kg AB型
エスパルスジュニアユース所属。コミックでは台詞がないが、文庫本13巻の特別描き下ろしで登場する。

#### 九州選抜
練習直後や試合直前に10km走るなど、体育会系の塊ともいえるチーム。選手のほとんどが体格がよくスピードもあるのにマンツーマンディフェンスをするので、杉原曰く「いやらしい」チームである。
高山 昭栄（たかやま しょうえい）
2年 背番号3 ディフェンダー 1984年7月14日生まれ 身長180cm 体重68kg B型
初登場時に遭遇した風祭にコンタクトを拾ってもらった際に「俺は将来バティ、ラウルを倒す男（ディフェンダー）やぞ」と宣言し、日本一のディフェンダーを目指すべく熱いハートを持った九州男児。元々はバスケ部であったが、ファウルが多くプレースタイルに悩んでいるところをサッカーに誘われ、ルールなどサッカー知識は乏しいが抜群の運動神経で広いコートを駆け巡る。バスケで培った反射神経と本能で、初めて見た風祭の消えるフェイントでかわされた直後に反転して対応するというサッカー経験が浅くてもおつりがくるほどのディフェンス能力を見せつけた。九州選抜監督曰く「天才ではなく天然」。
重度の近視で日常生活ではコンタクトや眼鏡を着用し、試合時はスポーツ用の眼鏡を着用して出場している。豚骨ラーメンに並々ならぬこだわりがある様子。高校卒業後、ジュビロ磐田に入団。
功刀 一（くぬぎ かず）
3年 背番号1 ゴールキーパー 1983年11月9日生まれ 身長165cm 体重52kg A型
東京都選抜の渋沢をライバル視している。天然な行動や発言が多い高山や東京選抜の不破にハードなツッコミを入れる事も多い苦労人気質。高校卒業後、名古屋グランパスエイトに入団。
城光 与志忠（じょうこう よしただ）
3年 背番号4 ディフェンダー 1983年8月14日生まれ 身長178cm 体重72kg A型
九州の掃除屋と恐れられているスイーパーで、九州選抜守備陣の要。東京都選抜でフィジカルが強いとされる鳴海を競り合いで軽々吹き飛ばす岩のような屈強な体格を誇る。厳つい見た目の印象とは裏腹にキャプテンらしく冷静ではあるが、時折九州男児らしく熱い一面も覗かせる。高校卒業後、サンフレッチェ広島に入団。

#### 関西選抜
吉田 光徳（よしだ みつのり）
3年 背番号9 フォワード 1983年10月8日生まれ 身長161cm 体重50kg O型
通称「ノリック」。関西選抜入りしたシゲの良き理解者。風祭にどこか似たような雰囲気を持つ人懐っこい性格で、超攻撃型の関西選抜を引っ張るツートップの一角。確かな技術と小柄な体格を活かし、シゲとのコンビプレーで相手を翻弄する。

### U-14 ソウル市選抜
ナショナルトレセンを目前に東京都選抜チームが強化試合で対戦した。
李 潤慶（イ・ユンギョン）
声 - 勝村幸太 / 斉藤壮馬
背番号10 ミッドフィールダー 1984年2月19日生まれ 身長170cm 体重61kg B型
東京都選抜の郭英士の母方の従兄弟である。一時期日本に住んでいたことがあり、流暢な日本語が話せる。東京都選抜との試合にはアトレティコ・マドリードのスカウトマン（声：松本忍 / 落合福嗣）も来ていたほど将来性が高い選手。試合後、アトレティコ・マドリードに入団。名前がモブ。
金 道漢（キム・ドハン）
声 - 二村兆富 / 梶川翔平
背番号2 ディフェンダー 1983年11月8日生まれ 身長189cm 体重73kg O型
文 呉鎮（ムン・オジン）
声 - 松本吉朗
背番号3 ディフェンダー
韓 相奎（ハン・サンギュ）
声 - 水上栄治
背番号6 ミッドフィールダー
尹 炯（ユン・ヒョン）
声 - 内藤玲
背番号8 ミッドフィールダー

### U-19 日本代表
| ポジション | 名前       | 所属チーム             | ナショナルトレセン | 出身中学校 |
| ---------- | ---------- | ---------------------- | ------------------ | ---------- |
| FW         | 風祭将     | ジュビロ磐田           | 東京都             | 桜上水     |
| FW         | 藤代誠二   | 東京ヴェルディ         | 東京都             | 武蔵森     |
| FW         | 真田一馬   | 柏レイソル             | 東京都             | 野上ヶ丘   |
| FW         | 鳴海貴志   | FC東京                 | 東京都             | 明星       |
| FW         | 天城燎一   | バイエルン・ミュンヘン | 東京都（辞退）     | 国部二     |
| FW         | 藤村成樹   | 京都サンガF.C.         | 関西               | 桜上水     |
| FW         | 阿部小太郎 | コンサドーレ札幌       | 東北               | -          |
| MF         | 水野竜也   | 横浜F・マリノス        | 東京都             | 桜上水     |
| MF         | 間宮茂     | 鹿島アントラーズ       | 東京都             | 武蔵森     |
| MF         | 郭英士     | サンフレッチェ広島     | 東京都             | 雑司ヶ谷南 |
| MF         | 若菜結人   | ガンバ大阪             | 東京都             | 瀬田三     |
| MF         | 杉原多紀   | -                      | 東京都             | 高縄       |
| MF         | 伊賀仁吉   | -                      | 東京都             | 増岡       |
| MF         | 須釜寿樹   | 清水エスパルス         | 関東               | -          |
| MF         | 山口圭介   | -                      | 東海               | -          |
| DF         | 椎名翼     | マラガCF               | 東京都             | 飛葉       |
| DF         | 黒川柾輝   | -                      | 東京都             | 飛葉       |
| DF         | 高山昭栄   | ジュビロ磐田           | 九州               | -          |
| DF         | 城光与志忠 | サンフレッチェ広島     | 九州               | -          |
| GK         | 渋沢克朗   | 鹿島アントラーズ       | 東京都             | 武蔵森     |
| GK         | 不破大地   | -                      | 東京都             | 桜上水     |
| GK         | 功刀一     | 名古屋グランパスエイト | 九州               | -          |

### その他の登場人物
山本先生
声 - 蓮岳大 / 同左
風祭の小学生時代の恩師。引っ込み思案だった風祭にサッカーをさせるきっかけを作った人物。その後風祭が中学生時に同じく元生徒であった功の計らいで再会した。
周防 将大（すおう まさひろ）
背番号9 フォワード 1975年9月23日生まれ 身長182cm 体重74kg O型
J2のパンテーラ府中所属の現役Jリーガー。フットサル場で風祭と出会って同じチームでゲームをした後、風祭の目標となる選手。サッカーの試合ではどんな状況にも恐れず気持ちを前面に押し出して戦う闘志溢れるプレーが特徴だが、それ以上に負傷も多い。フットサル仕込みの足裏フェイントを使いこなす柔軟な一面もある。後にトレセンで大怪我を負ってリハビリ中の風祭と偶然同じ病院で会った際にドイツでの治療を勧め、激励した。
上条（かみじょう）
声 - 宮澤正 / 野瀬育二
東京都選抜の合宿所で使われてきたグラウンドで長年芝生を育ててきた庭師の老人。ドイツ系の芝刈り機を愛用している。サッカーの知識は乏しいが、目を付けた選手はJリーガーで活躍している者も多い。東京都選抜では風祭に目を付けていた。
マルコ・ルイス（Marco Louis）
声 - 冨田昌則 / 前田剛
東京都選抜でゴールキーパーコーチを務めた男。
榊 綜一郎（さかき そういちろう）
声 - 岩崎征実
1961年2月7日生まれ 身長180cm 体重74kg O型
元サッカー日本代表選手で、桜上水サッカー部コーチの松下左右十とは日本リーグ時代からの盟友。現在は日本のジュニアユース代表監督とトレセンの強化委員を務めている。10年ぶりに再会した松下に対していきなりナショナルトレセンのコーチングスタッフ就任を迫るなど、顔見知り相手にはやや強引で人使いの荒い面もあるが、色んな資質を持った選手を育てるために日本各地を転々と回り、水面下で色々と動いている優秀な指導者。
後に松下と西園寺と共にU-19日本代表の指導者になっている。
イリオン・クリーク（Irion Creek）
1991年3月20日生まれ 身長161cm 体重43kg O型
天城の妹。トレセンで大怪我を負ってドイツで手術をした風祭の3年にわたるリハビリを傍で見守り続けた。文庫版の描き下ろしでは15歳になっていて、故郷のドイツでスポーツ医学の道を目指して進学が決まっている。帰国前に風祭と共におやっさんのおでん屋に来店し、風祭にいつしか恋心を抱くようになっていたものの、風祭が天然で鈍感（シゲ談）だったために長い間なかなか気づいてもらえずにいた様子を見かねたシゲと水野のアシスト（二人のエピソード的な話題をできるように風祭に話を振った）で、身長を伸ばすには牛乳よりもマシュマロの方が効果があることをイリオンに教わった甘いエピソードなどが風祭の口から語られた。実質両想いだったことが発覚した直後に間違って飲んでしまったシゲの酒の勢いで風祭に告白し、恋仲になる。翌日、風祭から気持ちのこもった手紙と二日酔いの薬と共に日本を後にした。
2014年に刊行された次世代編『サムライファイト!』では風祭と結婚し、ドイツに在住。1男1女の母親になっている。

## アニメ
2002年5月6日から2003年2月3日まで、アニマックスで全39話が放送。東京MXテレビなどにおいても遅れて放送された。韓国や台湾でも放送。
2016年12月17日から、ボイスリメイク版アニメがアニメ放題、U-NEXT、dアニメストア、dTV、ゲオチャンネルで配信。2017年5月18日からは、アニマックスで放送。オリジナル版の映像はそのままに、新キャストが声を吹き込んでいる。オープニング、エンディングテーマも新たな歌手がカバーしている。

### スタッフ
- 原作 - 樋口大輔
- 監督 - 福冨博
- キャラクターデザイン - 興村忠美
- 美術監督 - 西倉力
- カラーデザイン - 石黒文子、大倉喜美子
- 撮影監督 - 鎌田克明
- 編集 - 村井秀明
- 音楽 - 佐橋俊彦
- アフレコ演出 - 三ツ矢雄二、阿部秀平（ボイスリメイク版）
- 音響演出 - 平光琢也
- プロデューサー - 浅田裕之、成毛克憲
- アニメーション制作 - スタジオコメット
- 製作協力 - アニマックスブロードキャスト・ジャパン
- 製作 - マーベラスエンターテイメント

### 主題歌
DOUBLE WIND
小向美奈子が歌うオープニングテーマ。作詞は三井ゆきこ、作曲・編曲は相馬順一とB.K.O。第39話では挿入歌としても使用。
ボイスリメイク版では由潮が歌うカバーバージョンに差し替えられている。編曲はYuji KanoとIsamu Tomitaが担当。
Sweet Days
小向美奈子が歌うエンディングテーマ。作詞・作曲はハマモトヒロユキ、編曲は秋山誠司。
ボイスリメイク版では小島有希（牧野由依）が歌うカバーバージョンに差し替えられている。編曲はYuji KanoとIsamu Tomitaが担当。
牧野由依が歌うカバーはシングルCDとしての販売はされず、2017年6月28日よりダウンロード販売のみが行われた。その後、週刊少年ジャンプの関連アニメ楽曲を集めた企画アルバム『週刊少年ジャンプ50th Anniversary BEST ANIME MIX vol.3』が2018年7月4日に発売され、初のCD収録となった。

### 各話リスト
| 話数 | サブタイトル                                              | 脚本     | 絵コンテ | 演出           | 作画監督                   | 放送日        |
| ---- | --------------------------------------------------------- | -------- | -------- | -------------- | -------------------------- | ------------- |
| 1    | BREAK THROUGH THE WALL -壁をつき破れ!-                    | 山田隆司 | 福冨博   | 福冨博         | 興村忠美                   | 2002年 5月6日 |
| 2    | RUN WITH TEAMMATES -仲間と共に走れ!-                      | 山田隆司 | 福島一三 | 福島一三       | 工藤柾輝                   | 5月13日       |
| 3    | HIT THE GOAL -ゴールを決めろ!-                            | 岸間信明 | 石踊宏   | 石踊宏         | 松本勝次                   | 5月20日       |
| 4    | NEVER GIVE UP ON THE FUTURE -未来（ゆめ）をあきらめるな!- | 雪室俊一 | 森脇真琴 | 森脇真琴       | 梶浦紳一郎                 | 5月27日       |
| 5    | GOTTA BE THE FORWARD -FWの座を勝ち取れ!-                  | 山田隆司 | 阿宮正和 | ひろしまひでき | 土屋幹夫 木下勇喜 石田啓一 | 6月3日        |
| 6    | VENGE FORWARD -壁を抜け!-                                 | 岸間信明 | 高柳哲司 | 飯村正之       | 一川孝久                   | 6月10日       |
| 7    | VOR! -誰よりも一番前に行け!-                              | 雪室俊一 | 福島一三 | 福島一三       | 伊藤秀樹                   | 6月17日       |
| 8    | CATCH THE LAST PASS -ラストパスを受け止めろ!-             | 山田隆司 | 石踊宏   | 石踊宏         | 松本勝次                   | 6月24日       |
| 9    | LEAP OVER THE WALL -壁を越えろ!-                          | 岸間信明 | 三沢伸   | 森脇真琴       | 梶浦紳一郎                 | 7月1日        |
| 10   | GRAB A POSITION ON THE TEAM -レギュラーの座をつかめ!-     | 雪室俊一 | 桝井剛   | 桝井剛         | 石田啓一 小泉謙三          | 7月8日        |
| 11   | BACK TO THE FIELD -フィールドに帰れ!-                     | 山田隆司 | 池上和誉 | 飯村正之       | 一川孝久                   | 7月15日       |
| 12   | MAKE A WAY -スペースを作り出せ!-                          | 岸間信明 | 福島一三 | 福島一三       | 伊藤秀樹                   | 7月22日       |
| 13   | FIND YOUR OWN PATH -自分の道を切り拓け!-                  | 山田隆司 | 石踊宏   | 石踊宏         | 松本勝次                   | 7月29日       |
| 14   | RUN OVER THE TEARS -涙の向こうへ駆け抜けろ!-              | 岸間信明 | 平田豊   | 森脇真琴       | 興村忠美                   | 8月5日        |
| 15   | GO FOR THE BALL -一瞬のボールに挑め!-                     | 雪室俊一 | 菊池一仁 | 菊池一仁       | 小泉謙三                   | 8月12日       |
| 16   | LET'S BEATEM WITH TEAMWORK -チームワークでぶつかれ!-      | 雪室俊一 | 池上和誉 | 飯村正之       | 一川孝久                   | 8月19日       |
| 17   | LET IT GO -悪夢を吹っ飛ばせ!-                             | 山田隆司 | 福島一三 | 福島一三       | 金沢比呂司                 | 8月26日       |
| 18   | YOU'VE GOTTA BELIEVE IN YOURSELF -勝利を棄てるな!-        | 岸間信明 | 石踊宏   | 石踊宏         | 松本勝次                   | 9月2日        |
| 19   | UNDERSTANDING ONE ANOTHER -心のままを受けいれろ!-         | 雪室俊一 | 平田豊   | 森脇真琴       | 伊藤秀樹                   | 9月9日        |
| 20   | FEEL MY FRIEND'S PAIN -あいつの痛みを噛みしめろ!-         | 山田隆司 | 菊池一仁 | 菊池一仁       | 石田啓一                   | 9月16日       |
| 21   | ALWAYS RUN AHEAD -どこまでも前へ走れ!-                    | 岸間信明 | 福島一三 | 飯村正之       | 一川孝久                   | 9月23日       |
| 22   | FLY WITH YOUR FRIENDS -仲間と共に飛べ!-                   | 山田隆司 | 福島一三 | 福島一三       | 金沢比呂司                 | 9月30日       |
| 23   | PURSUE THE PALPITATION -ときめきを追いかけろ!-            | 雪室俊一 | 石踊宏   | 石踊宏         | 松本勝次                   | 10月7日       |
| 24   | AIM FOR THE WORLD -世界をめざせ!-                         | 岸間信明 | 森脇真琴 | 森脇真琴       | 伊藤秀樹                   | 10月14日      |
| 25   | BREAK THROUGH THEIR FLAT3 -フラット3を突き破れ!-          | 山田隆司 | 菊池一仁 | 菊池一仁       | 古池敏也                   | 10月21日      |
| 26   | SEE THE FATHER AT THE SHOOT -そのシュートに父を見ろ!-     | 岸間信明 | 福島一三 | 飯村正之       | 一川孝久                   | 10月28日      |
| 27   | TAKE A CHANCE ON THE UNKNOWN -未知数に賭けろ!-            | 雪室俊一 | 福島一三 | 福島一三       | 金沢比呂司                 | 11月4日       |
| 28   | BEAT YOUR RIVAL -ライバルを追い越せ!-                     | 雪室俊一 | 石踊宏   | 石踊宏         | 松本勝次                   | 11月11日      |
| 29   | NEVER REGRET -ちからを出しきれ!-                          | 山田隆司 | 福島一三 | 森脇真琴       | 飯田清貴 一川孝久          | 11月18日      |
| 30   | CONTROL THE GAME -あいつを生かすパスを出せ!-              | 岸間信明 | 菊池一仁 | 菊池一仁       | 古池敏也                   | 11月25日      |
| 31   | SHARPEN YOUR SKILL -自分の武器を身につけろ!-              | 山田隆司 | 福島一三 | 飯村正之       | 伊藤秀樹                   | 12月2日       |
| 32   | FIND YOUR WAY OUT -岐路から舞い上がれ!-                   | 雪室俊一 | 福島一三 | 福島一三       | 金沢比呂司                 | 12月9日       |
| 33   | BACK TO ORIGIN -原点に帰れ!-                              | 岸間信明 | 石踊宏   | 石踊宏         | 松本勝次                   | 12月16日      |
| 34   | BE THE WIND -風になれ!-                                   | 山田隆司 | 森脇真琴 | 森脇真琴       | 一川孝久                   | 12月23日      |
| 35   | BRAND NEW TOMORROW -明日へ旅立て!-                        | 雪室俊一 | 菊池一仁 | 菊池一仁       | 古池敏也                   | 2003年 1月6日 |
| 36   | LOOK AT THIS UNIFORM -このユニフォームに応えろ!-          | 岸間信明 | 青柳宏宜 | 飯村正之       | 伊藤秀樹                   | 1月13日       |
| 37   | ENJOY A GAME -試合（ゲーム）を遊べ!-                      | 雪室俊一 | 福島一三 | 福島一三       | 金沢比呂司                 | 1月20日       |
| 38   | GET A CHANCE -流れ（チャンス）を生かせ!-                  | 岸間信明 | 石踊宏   | 石踊宏         | 松本勝次                   | 1月27日       |
| 39   | WHISTLE FOR THE VICTORY -勝利の笛（ホイッスル）を聞け!-   | 山田隆司 | 興村忠美 | 福冨博         | 興村忠美                   | 2月3日        |

### 放送局
| 放送地域 | 放送局                 | 放送期間                      | 放送日時                              | 放送区分     |
| -------- | ---------------------- | ----------------------------- | ------------------------------------- | ------------ |
| 日本全域 | アニマックス（制作局） | 2002年5月6日 - 2003年2月3日   |                                       | CSチャンネル |
| 東京都   | 東京MXテレビ           |                               | 月曜 19:00 - 19:30                    | 独立局       |
| 栃木県   | とちぎテレビ           |                               | 木曜 17:00 - 17:30                    | 独立局       |
| 神奈川県 | テレビ神奈川           |                               | 木曜 17:00 - 17:30                    | 独立局       |
| 静岡県   | テレビ静岡             | 2003年7月 - 2004年4月         | 金曜 1:55 - 2:25 → 木曜 2:35 - 3:05   | フジテレビ系 |
| 高知県   | 高知さんさんテレビ     |                               | 水曜 15:30 - 16:00 → 日曜 5:00 - 5:30 | フジテレビ系 |
| 富山県   | 富山テレビ             | 2005年6月13日 - 2006年10月2日 | 月曜 14:35 - 15:05                    | フジテレビ系 |

## ゲーム
ホイッスル!〜吹き抜ける風〜
コナミによるPlayStation用ソフト。2003年1月30日発売。
ホイッスル!〜第37回東京都中学校総合体育サッカー大会〜
コナミによるゲームボーイアドバンス用ソフト。2003年2月27日発売。

## 舞台
ホイッスル!BREAK THROUGH-壁をつき破れ-
2016年8月31日から9月8日まで、シアター1010で上演。脚本、演出は鈴木茉美。

### キャスト
| 桜上水中学校 - 風祭将 - 中村嘉惟人 - 水野竜也 - 秋元龍太朗 - 佐藤成樹 - 五十嵐麻朝 - 不破大地 - 小坂涼太郎 - 高井真人 - 森内翔大 - 外山一平 - 長江崚行 - 古賀良彦 - 納谷健 - 五味薫 - 福島海太 - 田中衛 - 伊藤孝太郎 - 森長祐介 - 尾形大悟 - 花沢秀臣 - 赤澤廉 - 野呂浩美 - 高橋まひろ - 松下左右十 - 谷口賢志 | 武蔵森学園中等部 - 渋沢克朗 - 鮎川太陽 - 藤代誠二 - 和田雅成 - 三上亮 - 佐川祐平 - 笠井竹巳 - 加藤真央 - 間宮茂 - 峰ゆとり - 辰巳良平 - 坂本康太 - 中西秀二 - 小南光司 - 近藤忍 - 松井勇歩 - 根岸靖人 - 普光院貴之 - 高田剛 - 阿部快征 - 大森裕希 - 一之瀬嘉仁 - 山川智之 - 永松文太 - 桐原総一郎 - 岡森諦 | 飛葉中学校 - 椎名翼 - 北村諒 その他 - 風祭功 - 栗田学武 - おでん屋のおやっさん - 脇田茂 |